# Грюнберг, Бенджамин Чарльз

Бенджамин Чарльз Грюнберг (англ. Benjamin Charles Gruenberg; 15 августа 1875, Новоселица, Хотинский уезд, Бессарабская губерния — 1 июля 1965, Нью-Йорк) — американский ботаник и педагог, известный своими работами в области обучения детей научным дисциплинам и полового воспитания ребёнка.

## Биография
Родился в Новоселице (теперь в Черновицкой области Украины) в 1875 году, в еврейской семье. В восьмилетнем возрасте вместе с родителями, Джоном Грюнбергом и Шарлоттой Майберг, переехал в Америку (1883) и поселился в Минеаполисе. В 1896 году получил степень бакалавра от химии в Университете Миннесоты, в 1908 году — магистра в Колумбийском университете; в 1911 году защитил докторскую диссертацию («Микориза на кораллоризах», PhD) при лаборатории физиологической химии там же. В 1898—1902 годах работал полярископистом в лаборатории Нью-Йоркского ботанического сада, в 1907—1910 годах был директором Школы обществоведения Рэнда (Rand School for Social Science), основанной за год до того. С 1908 года работал в Управлении образованием Нью-Йорка (New York Board of Education).
Бенджамин Грюнберг организовал первые отделы научного и биологического образования в государственных школах Нью-Йорка (средние школы DeWitt Clinton и Julia Richman), возглавил организованный им Департамент научного образования Нью-Йорка и в 1919 году написал первый учебник биологии для средних школ (Elementary biology). В 1920—1922 годах руководил педагогической работой Службы общественного здравоохранения, под эгидой которой организовал первую программу полового обучения школьников и опубликовал ряд педагогических разработок в этой области. Преподавал в Новой школе социальных исследований.

## Семья
Жена (с 1903 года) — Сидони Мацнер Грюнберг (англ. Sidonie Matzner Gruenberg, 1881—1974), педагог, автор книг для детей и родителей, в том числе написанных совместно с мужем.

## Книги
- Chemical Notes on Bastard Logwood (Химические заметки о диком камшевом дереве, с William J. Gies). Bulletin of the Torrey Botanical Club, Volume 31. The New York Botanical Garden, 1904.
- What Is The Matter With Our Schools? (Что происходит с нашими школами?) The Success, 1910.
- Elementary Biology: An Introduction to the Science of Life (Начальная биология: введение в науку о жизни). Ginn & Co, 1919.
- Outlines of child study: a manual for parents and teachers (Очерки исследования ребёнка: руководство для родителей и учителей). Child Study Association of America. MacMillan Company, 1922.
- Parents and Sex Education: for parents of young children (Родители и половое воспитание: для родителей маленьких детей). The Viking Press, 1923 и 1932.
- Biology and Human Life (Биология и жизнь человека). Ginn & Co, 1925.
- The Story of Evolution: Facts and Theories of the Development of Life (Повествование об эволюции: факты и теории развития жизни). Garden City Publishing, 1929.
- Sex Education (Половое воспитание). Child Study Association of America, 1930.
- Science and the Public Mind (Наука и общественный разум). McGraw-Hill Book Company, 1935.
- Parents, Children and Money (Родители, учителя и деньги, с С. Мацнер Грюнберг). Viking Press, 1937.
- High School and Sex Education: A Manual of Suggestions on Education Related to Sex (Старшеклассники и половое воспитание). Government Printing Office, 1939.
- Biology and Man (Биология и человек). Ginn & Co, 1944.
- Your Breakfast and People Who Made It (Ваш завтрак и люди, которые его произвели). Doubleday, 1954.
- The Wonderful Story of You: your body, your mind, your feelings (Чудесная история вас самих: ваше тело, ваш разум, ваши чувства). Garden City Publishing, 1960.